# MakeIndex
MakeIndex ist ein Programm, das aus unsortierten Rohdaten einen sortierten Index erstellt. Der Index enthält zusätzlich Auszeichnungen. MakeIndex kann Rohdaten verschiedener Programme verarbeiten, wird jedoch vor allem mit LaTeX und mit troff verwendet.
MakeIndex wurde um das Jahr 1988 von Pehong Chen in der Programmiersprache C geschrieben und ist freie Software.

## Deutsche Sortierung
Mit dem Schalter -g kann MakeIndex die Daten nach DIN 5007-2 (deutsche Telefonbuchsortierung) sortieren.
Bei dieser Option müssen die Buchstaben ä, ö, ü und ß nach den Konventionen des LaTeX-Paketes german.sty eingegeben werden ("a, "o, "u und "s).
Allerdings muss dann mit Hilfe der Option -s auch eine eigene Stildatei eingebunden werden, da " in MakeIndex standardmäßig eine andere Bedeutung besitzt. Wird das vergessen, erhält man die Fehlermeldung „Option -g invalid, quote character must be different from '"'.“.
Unter Windows mit im Standardpfad installiertem MiKTeX 2.9 muss der Aufruf dann beispielsweise so aussehen (die Indexdatei heißt hier „idx0.idx“):
makeindex -g -s "C:\Programme\MiKTeX 2.9\makeindex\german\umlaut.ist" idx0
In diesem Fall können die Umlaute auch als ä, ö, ü eingegeben werden, das ist aber abhängig von der Stildatei und weiteren Einstellungen bzw. unter TeX/LaTeX geladenen Paketen.
Zwar ist deutsche Sortierung verfügbar, aber die Sortierung kann nicht beliebig konfiguriert werden. Ein flexibleres Indexprogramm ist xindy von Joachim Schrod.